# László Jármay
László Jármay (wym. [laːslo: jaːrmɒi]; ur. 1850 w Budapeszcie, zm. 3 lutego 1932 tamże) – węgierski lekarz, taternik, ratownik górski i działacz turystyczny, związany ze Spiszem i Tatrami.

## Życiorys
László Jármay w latach 1878–1903 pracował jako lekarz zdrojowy w Starym Smokowcu. Następnie pełnił funkcję głównego lekarza żupy spiskiej, a od 1918 r. pracował jako lekarz w Budapeszcie. Był propagatorem nowoczesnego wodolecznictwa i inicjatorem budowy zakładu kąpielowego w Starym Smokowcu.
Od początku swojego pobytu pod Tatrami aktywnie uprawiał turystykę górską i taternictwo. Podczas swojej taternickiej działalności powtarzał najczęściej wejścia na szereg szczytów mniej wówczas znanych. Uznawany jest jednak za pierwszego potwierdzonego zdobywcę, być może z przewodnikiem Jakobem Horvayem, Małej Wysokiej w 1888 r., a do jego pierwszych przejść należy nowa droga prowadząca od zachodu na Durny Szczyt (przejście w 1892 roku). Był aktywnym członkiem MKE, wiceprezesem Sekcji Tatrzańskiej tej organizacji. Zasłużył się w wytyczaniu i znakowaniu wielu tatrzańskich szlaków oraz w budowie tatrzańskich schronisk. W 1906 roku za własne pieniądze poszerzył i ulepszył szlak biegnący ze Smokowieckiego Siodełka do Schroniska pod Kozicą – obecnie część tzw. Tatrzańskiej Magistrali. Działalność ratowniczą prowadził przez wiele lat – w zakresie ratownictwa szkolił przewodników tatrzańskich, sam brał czynny udział w akcjach ratowniczych aż do 1923 roku. Od 1891 roku napisał w językach węgierskim i niemieckim dziesiątki artykułów o tematyce tatrzańskiej do kilku czasopism turystycznych, wydał także dwa przewodniki po Starym Smokowcu i jego okolicy. Dużo uwagi poświęcił studiom nad właściwościami klimatycznymi Starego Smokowca.
Poza Tatrami wielokrotnie bywał również w Alpach. Na początku XX w. podjął podróż dookoła świata, w czasie której m.in. odwiedził podnóża Himalajów, wszedł na Szczyt Adama na Cejlonie i japoński wulkan Fudżi. Tatry odwiedzał aż do późnej starości, a w 1928 r., jako 78-letni, był jeszcze na Rysach, Małej Wysokiej i Jagnięcym Szczycie.
Na jego cześć władze MKE podjęły uchwałę o nazwaniu Małej Wysokiej Szczytem Jármaya (węg. Jármaycsúcs), głazu tworzącego wierzchołek Kończystej Koniem Jármaya, a odcinka szlaku między Smokowieckim Siodełkiem a ujściem Doliny Staroleśnej Drogą Jármaya.